# Ghassan Massoud
Ghassan Massoud (født 20. september 1958 i Tartus Syrien) er en syrisk skuespiller. Han er uden tvivl bedst kendt for sin rolle som Saladin i Kingdom of Heaven fra (2005).